# Vincennesbanan

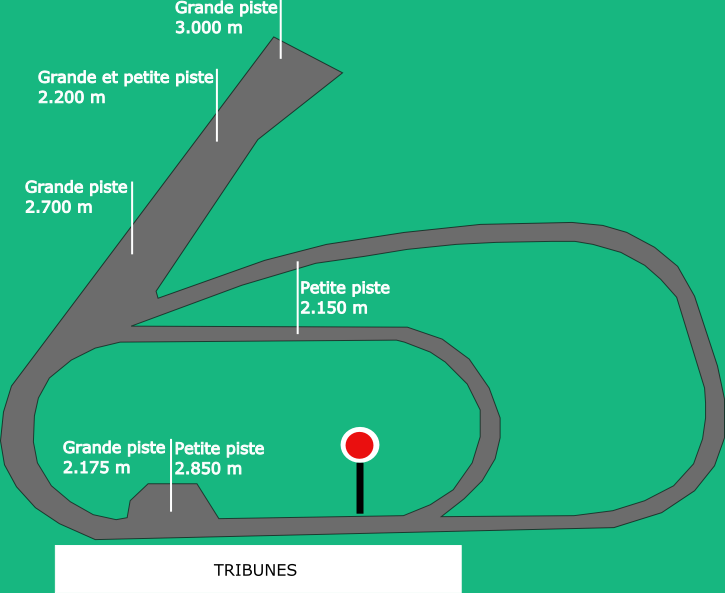
Vincennes olika banor

Vincennesbanan (Hippodrome de Vincennes), eller endast Vincennes i dagligt tal, är en travbana i Paris tolfte arrondissemang, nära den östra grannkommunen Joinville-le-Pont. Den är Frankrikes huvudbana för travsport och har en publikkapacitet på 60 000 personer. Den stora banan mäter 1 975 meter och den lilla banan 1 325 meter. Anläggningen invigdes den 29 mars 1863 och byggdes om år 1879, då den blivit förstörd i fransk-tyska kriget. Arenan används ibland även till konserter.
Under det franska vintermeetinget som pågår från november till februari körs det trav nästan varje dag på banan. Det största och mest prestigefyllda loppet är Prix d'Amérique, som körs sista söndagen i januari varje år. Det loppet har körts sedan 1920.

## Om banan
Anläggningen invigdes den 29 mars 1863. De första travtävlingarna anordnades 1880, och sedan 1934 anordnas endast trav på Vincennes. Andra hästsporter har lämnat Vincennes för andra anläggningar, inklusive de båda galoppbanorna Longchamp och Auteil i anslutning till Boulognerskogen.
Mot första sväng lutar banan uppåt. Här finns även en brant nedförsbacke som blivit ett kännetecken för Vincennes. Kurvorna är mindre doserade än banor i Sverige; mer behövs dock inte eftersom sträckningen är annorlunda.
På bortre långsidan finns en utslagsgivande uppförsbacke. Stigningen är cirka elva meter och därför både fysiskt och psykiskt påfrestande för många hästar. Vincennes ses ofta som världens mest krävande travbana.
Den svarta kolstybben på Vincennes är skonsam för hästarnas hovar, då den krossas under hovarna och fungerar stötdämpande. Före 1960-talet och uppfinning av tartan var kolstybb även vanligt underlag på löparbanor inom friidrott.

## Prix d'Amérique
I Prix d’Amérique tävlar 18 hästar över 2 700 meter. Före starten samlas alla hästar i en fålla, och vid startkommando är det upp till respektive kusk att ge sin häst bästa tänkbara position. Liknande voltsystem används inte i Sverige.
Ofta beskrivs Prix d’Amérique som världens tuffaste travlopp. Loppet körs motsols i cirka ett varv, det vill säga över 2 700 m. Bästa kilometertid delas mellan hästarna Bold Eagle och Readly Express, som båda vunnit på tiden 1.11,2.

## Viktigaste lopp
- Prix d'Amérique
- Prix de France
- Prix de Paris
- Prix de Cornulier
- Prix de Belgique
- Prix de Bourgogne
- Prix de Bretagne
- Prix du Bourbonnais
- Prix de l'Atlantique
- Prix de Sélection
- Prix René Ballière
- Prix de l'Union Européenne
- Critérium Continental

## Urval av konserter på Vincennesbanan
- Pink Floyd - 12 september 1970
- Status Quo - 18 maj 1981
- Grateful Dead - 17 oktober 1981
- The Police - 21 september 1982
- Queen - 14 juni 1986
- Rod Stewart - 7 juli 1986
- Genesis - 3 juni 1987
- U2 - 4 juli 1987
- Bruce Springsteen - 19 juni 1988
- Poison och Aerosmith - 3 september 1990
- Metallica - 21 september 1991 och 13 juni 1993
- AC/DC - 21 september 1991
- Guns N' Roses - 6 juni 1992
- Elton John - 18 juni 1992
- Michael Jackson 13 september 1992